# دييغو ألفاريز (لاعب كرة قدم)
دييغو ألفاريز (بالإسبانية: Diego Andrés Álvarez Sánchez) (23 سبتمبر 1981 بميديلين في كولومبيا - ) هو لاعب كرة قدم كولومبي في مركز الهجوم. لعب مع أتلتيكو جونيور وأتلتيكو ناسيونال وإنديبندينتي ميديلين وديبورتيفو كالي ونادي سان لويس ونادي إنفيغادو.

## وصلات خارجية
- دييغو ألفاريز على موقع إي إس بي إن إف سي (الإنجليزية)
- دييغو ألفاريز على موقع قاعدة بيانات كرة القدم.إي يو (الإنجليزية)
- دييغو ألفاريز على موقع Soccerway.com (الإنجليزية)